# Phoenix Mercury

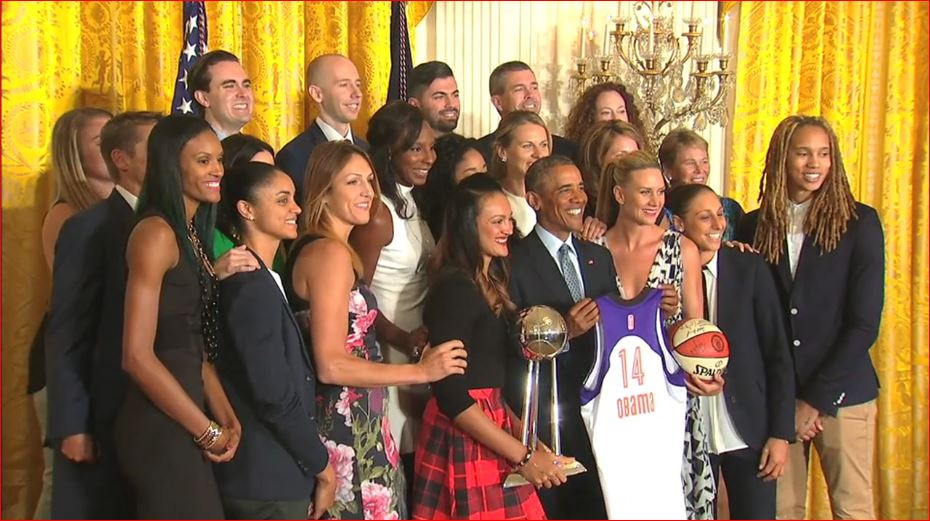
A equipe campeã de 2014 sendo recebida por Barack Obama na Casa Branca.

O Phoenix Mercury é um time de basquete feminino que joga na Women's National Basketball Association (WNBA)  baseado em Phoenix, Arizona. Equipe-irmã do Phoenix Suns da NBA, o Mercury joga no mesmo ginásio, o Footprint Center, e é uma das oito equipes que fundaram a liga em 1997. A franquia apareceu quatro vezes em finais de conferência e levaram três títulos da WNBA, em 2007, em 2009 e em 2014.